# 广西石楠
广西石楠（学名：Photinia kwangsiensis）为蔷薇科石楠属的植物，是中国的特有植物。分布于中国大陆的广西等地，生长于海拔3,000米的地区，多生在河边混交林中，目前尚未由人工引种栽培。